# Rough Town
Rough Town è un album del cantante francese Johnny Hallyday, pubblicato dall'etichetta discografica Philips il 4 ottobre 1994.
L'album, disponibile su compact disc, long playing e musicassetta, è prodotto da Chris Kimsey.
Dal disco vengono tratti i singoli I Wanna Make Love to You e Love Affair.

## Tracce
1. Fool for the Blues
2. I Wanna Make Love to You
3. Love Affair (con Kathy Mattea)
4. Hurricane
5. Can't Stop Wanting You
6. Are the Chances Gone
7. Rough Town
8. Lightnin'
9. Dry Spell
10. You're Mine
11. Before You Change Your Mind
12. It's a Long Way Home